# Rio, Zona Norte
Rio Zona Norte é um filme brasileiro de 1957, do gênero drama, dirigido e escrito por Nelson Pereira dos Santos. As músicas são de Zé Ketti e de Alexandre e Radamés Gnatalli 
O filme narra a trajetória e as agruras da vida de um sambista carioca que vê no samba a inspiração para retratar um pouco de sua vida e/ou narrar o que vê e sente.
O filme traz informações relevantes sobre o samba de raiz e as dificuldades dos elementos anônimos que criam letras e muitas vezes são trapaceados por pessoas que lucram sobre os direitos autorais.
Em março de 2001, a revista online de cinema Contracampo, numa lista de melhores filmes do cinema nacional de 108 votantes, elegeu Rio, Zona Norte na 29° colocação com nove votos. Já em novembro de 2015 o filme entrou na lista feita pela Associação Brasileira de Críticos de Cinema (Abraccine) dos 100 melhores filmes brasileiros de todos os tempos.
Foi mencionado, também, na novela Garota do Momento, cuja história se passa em 1958. O personagem Beto (Pedro Novaes) se interessa pelo trabalho de cineasta a partir do momento que assiste ao filme no cinema com sua namorada Beatriz (Duda Santos).

## Sinopse
O humilde sambista carioca Espírito da Luz cai de um trem lotado da Central do Brasil e fratura o crânio. Enquanto agoniza ele se lembra dos últimos meses de sua vida, a luta para ver seus sambas gravados e interpretados por grandes artistas como Angela Maria, as trapaças do falso parceiro Maurício, o filho adolescente que se envolve com criminosos perigosos e o seu novo relacionamento, com a mulata Adelaide. No hospital ele recebe a visita de Moacir, músico de orquestra, que é admirador de suas composições e se oferecera para colocá-las em partituras.

## Elenco
- Grande Otelo.... Espírito da Luz
- Jece Valadão.... Maurício, o agente
- Paulo Goulart.... Moacyr
- Malu Maia...Adelaide
- Maria Petar
- Haroldo de Oliveira.... Lourival
- Angela Maria...ela mesma
- Zé Ketti...Alaor Costa, cantor iniciante